# Journalistenrabatt
Ein Journalistenrabatt (auch Presserabatt oder Journalistentarif genannt) ist eine spezielle Vergünstigung oder ein Preisnachlass auf Waren und Dienstleistungen  für Journalisten. Es lassen sich zwei Arten unterscheiden:
- Unternehmen bieten seit jeher Vergünstigung in engem Zusammenhang mit der journalistischen Tätigkeit zum Zweck der Berichterstattung an (z. B. freien Zutritt zu Veranstaltungen, Rezensionsexemplare von Büchern oder von Software oder kostenlose Pressereisen).
- Journalisten erhalten darüber hinaus auch Vergünstigungen, die keinen direkten Bezug zur Berichterstattung haben (z. B. verbilligte Reisetickets für den Privaturlaub oder Rabatte auf Autos, Computer, Elektrogeräte oder Finanzprodukte). In der Regel wird die Vorlage eines Presseausweises verlangt, um solche Vergünstigungen zu erhalten.

Journalistenrabatte sind berufsintern umstritten: Sie werden kritisch betrachtet, weil sie als mögliche Form der Vorteilsnahme oder Bestechung die journalistische Berichterstattung prägen könnten. Die Gegenposition lautet, dass Rabatte Journalisten nicht beeinflussen, sofern sie nicht im direkten Zusammenhang mit der Berichterstattung gewährt und in Anspruch genommen werden.
Aus ethischer Sicht wird betont, dass nicht nur das Angebot von Journalistenrabatten durch Unternehmen, sondern auch die Nachfrage durch Journalisten bedenklich ist. Eine abweichende Meinung lautet, dass die zunehmend schlechtere Honorierung Freier Journalisten diese zwingt, Vergünstigungen anzunehmen.

## Presseausweis und Presserabatt
Weil der Presserabatt fast immer an die Vorlage des „bundeseinheitlichen Presseausweises“ geknüpft ist, hat sich die Bedeutung des Presseausweises verändert: Eigentlich als ein journalistisches Arbeitsmittel gedacht, wird er allzu oft von Journalisten (und Nichtjournalisten) ausschließlich als „Eintrittskarte“ angesehen, um Presserabatte zu erhalten. Der Presseausweis ist also ein Instrument, um vielfältige Rabatte zu erhalten, mit der Auswirkung, dass manche Journalisten sich nur deshalb einen Presseausweis verschaffen, um in den Genuss von Rabatten zu kommen.
Hinzu kommt der aktive Missbrauch mit „unechten“ Presseausweisen: Aufgrund der in Deutschland grundgesetzlich garantierten Pressefreiheit darf jeder einen Presseausweis ausstellen, weshalb zahlreiche Unternehmen und Vereine einen eigenen Presseausweis verkaufen und fälschlich suggerieren, man könne damit zahlreiche Presserabatte in Anspruch nehmen. Über solchen Missbrauch mit dem Presseausweis informiert der Deutsche Journalisten Verband (DJV), es gibt jedoch auch von Journalisten Kritik an dessen Darstellung.

## Entwicklung der Journalistenrabatte
In Deutschland lassen sich drei Phasen unterteilen:

### Bis Ende der neunziger Jahre
Bis etwa zur Jahrtausendwende tauschten Journalisten im Kollegenkreis „unter der Hand“ durch Mundpropaganda Informationen über Vergünstigungen aus. Daher hatten lediglich Insider Kenntnis von Presserabatten. Journalist und Anbieter verabredeten die Rabatte meist informell, was in der Regel nur mit entsprechendem Insiderwissen gelang.

### Seit dem Ende der neunziger Jahre
Mit der Verbreitung des Internets begannen Journalistenportale Presserabatte im Internet öffentlich zu dokumentieren. 1997 veröffentlichte Journalismus.com erstmals eine Liste von Presserabatten im Internet. Etwa gleichzeitig erschien in Berlin eine Rabattliste, die „Roten Seiten“, als Printprodukt. Drei Jahre später folgte Pressekonditionen.de und Pressesprecher.de.
Damit hatte nicht mehr nur ein Insiderkreis Wissen über die Praxis der Presserabatte. Vor allem die Internetportale dokumentierten erstmals öffentlich, dass Journalisten zahlreiche Rabatte in Anspruch nehmen konnten. Dass sie das tatsächlich tun, dokumentieren entsprechende Internetforen, in denen Rabatt-Tipps ausgetauscht werden. Beleg sind auch die hohen Auflagen von E-Mail-Newslettern zu diesem Thema: Bei geschätzten 50.000 hauptberuflichen Journalisten in Deutschland, beziehen alleine vom Internetportal Journalismus.com mehr als 20.000 Abonnenten einen Presserabatt-Newsletter.
Infolgedessen fand das Thema mehr Aufmerksamkeit in Journalistenkreisen. Fachmedien, wie der Journalist oder die Ver.di-Zeitschrift M-Menschen Machen Medien nahmen dazu kritisch Stellung. Die Debatte wird im Medienjournalismus und in Journalistenforen fortgeführt.

### Entwicklung seit dem Wegfall des Rabattgesetzes im Jahr 2001
Das Rabattgesetz schränkte Presserabatte stark ein: Großzügige Rabatte mussten gemäß Rabattgesetz in direktem Zusammenhang mit der beruflichen Tätigkeit stehen. Rabatte für den Privatbedarf waren gesetzlich nicht zulässig. Als am 25. Juli 2001 das Rabattgesetz abgeschafft wurde, wuchs die Zahl der angebotenen Presserabatte schlagartig. Der Trend hält bis heute an.
Tendenziell verschiebt sich die Zielsetzung, mit der Unternehmen Vergünstigungen gewähren. Waren Presserabatte zu Beginn nahezu ausschließlich ein PR-Instrument, sehen Firmen in Journalistentarifen zunehmend ein Marketinginstrument. Die Zielgruppe Journalist wird unter diesen Vorzeichen eher als ein Key-Kunden-Vertriebskanal betrachtet, der Rabatt ist Vertriebsinstrument von Produkten. Der Kontakt erfolgt dann nicht über die Pressestelle des Unternehmens, sondern über die Key-Kunden-Betreuung der Vertriebsabteilung gemäß einer „Key-Kunden-Preisliste“. Viele der Vergünstigungen weichen dann kaum von dem ab, was man bei guter Verhandlungstechnik ohnehin an Rabatt bekommen könnte.

## Journalistenrabatte und Bestechlichkeit

### Allgemeines
Die Diskussion, ob Rabatte für Journalisten erlaubt sind oder nicht, wird berufsintern und im Medienjournalismus häufig geführt. Viele Journalisten sehen darin eine Manipulation der objektiven Berichterstattung, andere meinen, dass solch geringen Rabatte keine bestechende Wirkung haben. Einen gewissen Orientierungsrahmen gibt der Pressekodex des Deutschen Presserats.

„Die Annahme und Gewährung von Vorteilen jeder Art, die geeignet sein könnten, die Entscheidungsfreiheit von Verlag und Redaktion zu beeinträchtigen, sind mit dem Ansehen, der Unabhängigkeit und der Aufgabe der Presse unvereinbar. Wer sich für die Verbreitung oder Unterdrückung von Nachrichten bestechen lässt, handelt unehrenhaft und berufswidrig.“

Landläufig wird die Auffassung vertreten, dieser Passus verbiete es Journalisten, Rabatte anzunehmen. Allerdings ist der Text bei genauem Lesen nicht eindeutig. Eine andere Interpretation besagt, dass der Pressekodex nicht grundsätzlich die Vorteilsannahme verbietet. Der Journalist wird nur strikt angewiesen, darauf zu achten, dass Vergünstigungen seine journalistische Entscheidung nicht beeinflussen.
Neben dem Pressekodex regeln Rundfunkanstalten und Verlage die Annahme von Journalistenrabatten unterschiedlich streng. Bei der Süddeutschen Zeitung beispielsweise gibt es keine offiziellen Regeln. Beim MDR ist die Nutzung von Presserabatten erlaubt, auch beim ZDF werden Journalistenrabatte geduldet. Der WDR hält Rabatte, die allen WDR-Beschäftigten gewährt werden, für unbedenklich. Der SWR hingegen untersagt in einer Dienstanweisung allen Mitarbeitern, Zuwendungen im Zusammenhang mit ihrer dienstlichen Tätigkeit anzunehmen. Dazu gehören auch Vergünstigungen bei Privatgeschäften (insbes. Rabatte und Zugaben). Der Medienkodex des Netzwerk Recherche verbietet grundsätzlich die Annahme jeglicher Vorteilsnahme (Punkt 6): „Journalisten verzichten auf jegliche Vorteilsnahme und Vergünstigung.“
74 Prozent aller Tageszeitungsjournalisten gaben in einer Studie an, dass sie Presserabatte nutzen. Die Hälfte der Befragten sahen diese Praxis als problematisch an und 80 Prozent sind sich sicher, dass Unternehmen Rabatte anbieten, weil sie sich Einfluss auf die Berichterstattung erhoffen.

### Kritik
Für Klaus-Dieter Altmeppen, Professor für Journalistik, gehören Journalistenrabatte eindeutig zu den Strategien, Gewogenheit herzustellen. Presserabatte stellten eine Gefahr für die Glaubwürdigkeit und für die Verantwortung des Journalismus dar. „Wenn es soweit kommt, dass Journalisten sich Presserabatte erzwingen, indem sie sagen: ‚Ich berichte dann aber nicht, oder ich berichte dann in einer bestimmten Art und Weise.‘ Dann halte ich das schon für fast rechtlich belangvoll.“
Markus Grill meint, dass Presserabatte Journalisten zu einer privilegierten Klasse machen: „Dabei entfernt uns jeder einzelne dieser Journalistenrabatte ein Stückchen mehr von jenen Leuten, für die wir eigentlich arbeiten.“
Der Sprecher des Deutschen Journalistenverbandes Hendrik Zörner kritisiert, dass aus dem direkten Verhältnis zwischen demjenigen, der den Rabatt in Anspruch nimmt, nämlich dem Journalisten, und dem Unternehmen, das diesen Rabatt gewährt eine Abhängigkeit resultieren könne, die schädlich für die Glaubwürdigkeit des Journalismus sei.
Die Antikorruptionsorganisation Transparency International fordert die Abschaffung der Journalistenrabatte.

### Reisen
Pressereisen gibt es u. a. in zwei Varianten:
- Pressereisen für Reisejournalisten: Damit wollen Reiseveranstalter ein touristisches Reiseziel bekannt machen und tragen die Kosten der Reise. Diese Praxis ist umstritten und wird teilweise als versuchte Beeinflussung des Reiseveranstalters gesehen. Daher bestehen einzelne Redaktionen darauf, die Kosten selbst zu tragen. Hingegen argumentieren die meisten Redaktionen und insbesondere freie Journalisten, dass sie ihre Recherchen nur mit Hilfe der Pressereisen finanzieren könnten.
- Pressereisen zur Produktpräsentation: Sie rahmen die Präsentation eines Produkts ein. Das Reiseziel hat in der Regel keinen sachlichen Bezug zum Produkt (z. B. Auto, Computer, Software). Dabei kann es sich durchaus um mehrere Tage in einem Luxushotel handeln.

Darüber hinaus gewähren Firmen Journalistenrabatte für Reisen und Hotelübernachtungen. Zahlreiche Museen, Freizeitparks und Zoos bieten Journalisten gegen Vorlage des Presseausweises freien Eintritt. Spezielle Journalistentarife und zusätzliche Leistungen gibt es auch bei Mietwagenanbietern.
Einige Unternehmen wie Air Berlin oder Deutsche Bahn hingegen haben alle Rabatt-Aktionen für Journalisten eingestellt. Auch die Österreichischen Bundesbahnen haben ihre Journalistenrabatte (50 Prozent Fahrpreisermäßigung und ein kostenloses Upgrade auf die 1. Klasse) abgeschafft, da sie als Vorteilsgewährung zu bewerten sind.

### Autos
Automobilhersteller wie BMW, Audi oder Mercedes gewähren Journalisten 15 % Rabatt auf Neufahrzeuge oder stellen Testwagen für Motorjournalisten, in der Regel 10 bis 14 Tage, zur Verfügung. Dies wird mit dem Verlag, der Redaktion oder dem freien Journalisten vertraglich geregelt, um einen Missbrauch des Testwagens auszuschließen. Gelegentlich werden Fahrzeuge für Langzeittests zur Verfügung gestellt, allerdings eher bei den Autofachzeitschriften.